# Pont-Melvez
Pour les articles homonymes, voir Pont (toponyme).
Pont-Melvez [pɔ̃ mɛlve] est une commune du département des Côtes-d'Armor, dans la région Bretagne, en France.

## Géographie
Pont-Melvez est une commune située en Argoat, à l'est des Monts d'Arrée, entre Guingamp et Carhaix. La partie amont du fleuve côtier Léguer, qui a sa source à la limite des communes voisines de Bourbriac et Maël-Pestivien, longe la limite sud, puis ouest, de la commune : son altitude est de 190 mètres à sa sortie du territoire communal, alors que l'altitude la plus élevée rencontrée dans le finage communal est de 286 mètres entre Ty Person et Lein Pente. Le ruisseau de Rond ar Hord (nom que porte la partie amont du ruisseau du Bois de la Roche, affluent de rive gauche du Trieux) limite la partie orientale de la commune, et son propre affluent le ruisseau du Dourdu sa partie nord-est. La commune présente un paysage de bocage avec un habitat dispersé en de nombreux écarts formés de hameaux (les principaux étant Le Gollot, Guerduel, Kerfubu, Keranfouler, Keranquitton, Goscaër, etc.) et fermes isolées. Son éloignement de toute ville importante explique qu'elle ne présente aucune trace de rurbanisation, ni de périurbanisation.
| - Carte topographique de la commune de Pont-Melvez. |

|                 | Gurunhuel   |                |
| Plougonver      | Pont-Melvez | Bourbriac      |
| Bulat-Pestivien |             | Maël-Pestivien |

La commune de Pont-Melvez est traversée dans sa partie nord-ouest par la route départementale 787 (ancienne route nationale 787), ainsi que par la ligne ferroviaire de Guingamp à Carhaix (Pont-Melvez dispose d'une halte).

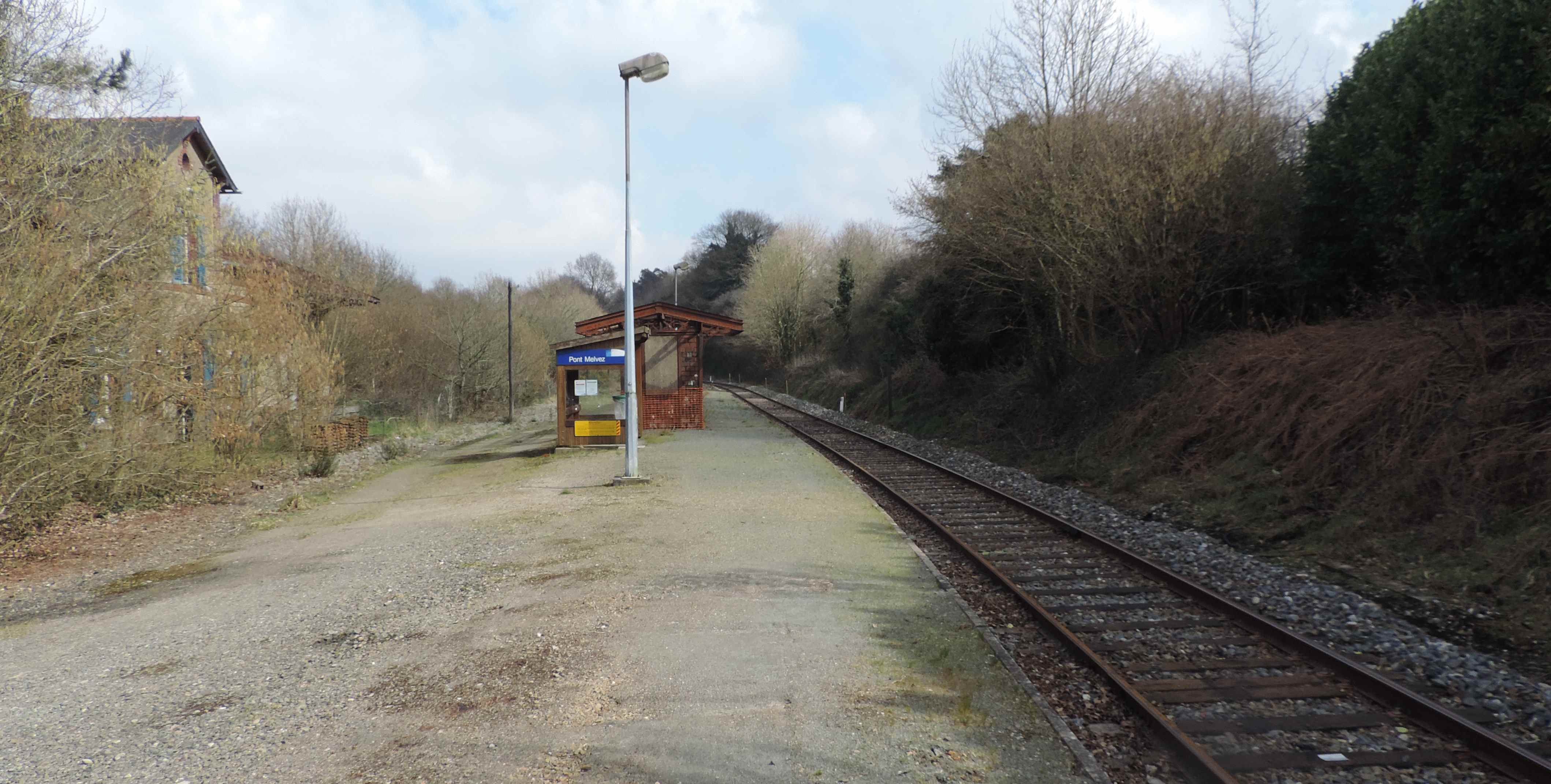
La halte ferroviaire de Pont-Melvez.
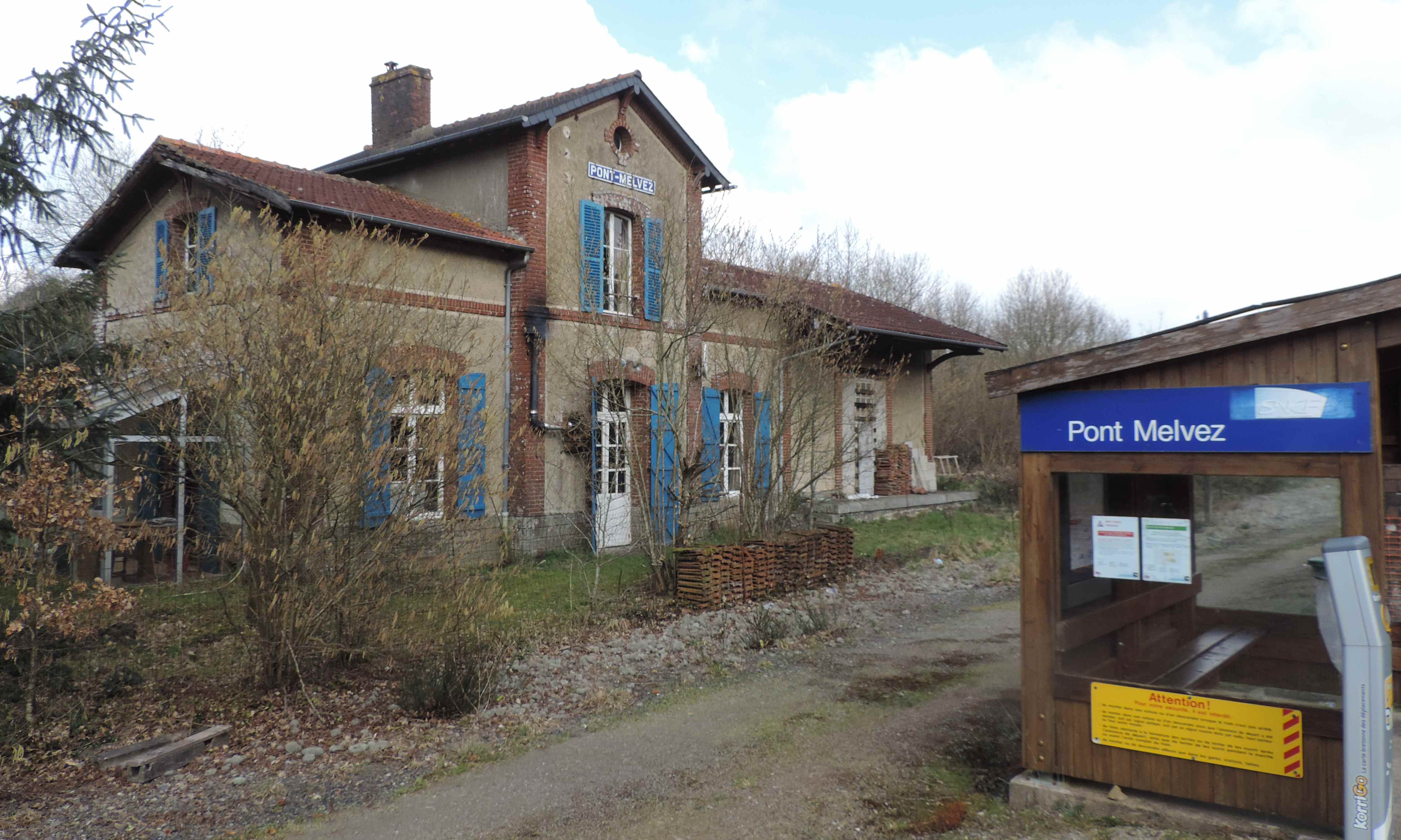
Ancien bâtiment « Voyageurs » de la gare de Pont-Melvez.

Deux sites d'éoliennes sont présents sur le territoire communal, l'un à l'est et au nord-est du bourg (8 éoliennes), l'autre au nord de la commune (7 éoliennes).

### Hydrographie
Pour un article plus général, voir Réseau hydrographique des Côtes-d'Armor.
La commune est située dans le bassin Loire-Bretagne. Elle est drainée par le Léguer, le Bois de la Roche, le Bodeillo, le Dour Traou Breuder et le ruisseau du Dourdu,,.
Le Léguer, d'une longueur de 58 km, prend sa source dans la commune de Bourbriac et se jette  dans la baie de Lannion en limite de Lannion et de Trédrez-Locquémeau, après avoir traversé 15 communes. 

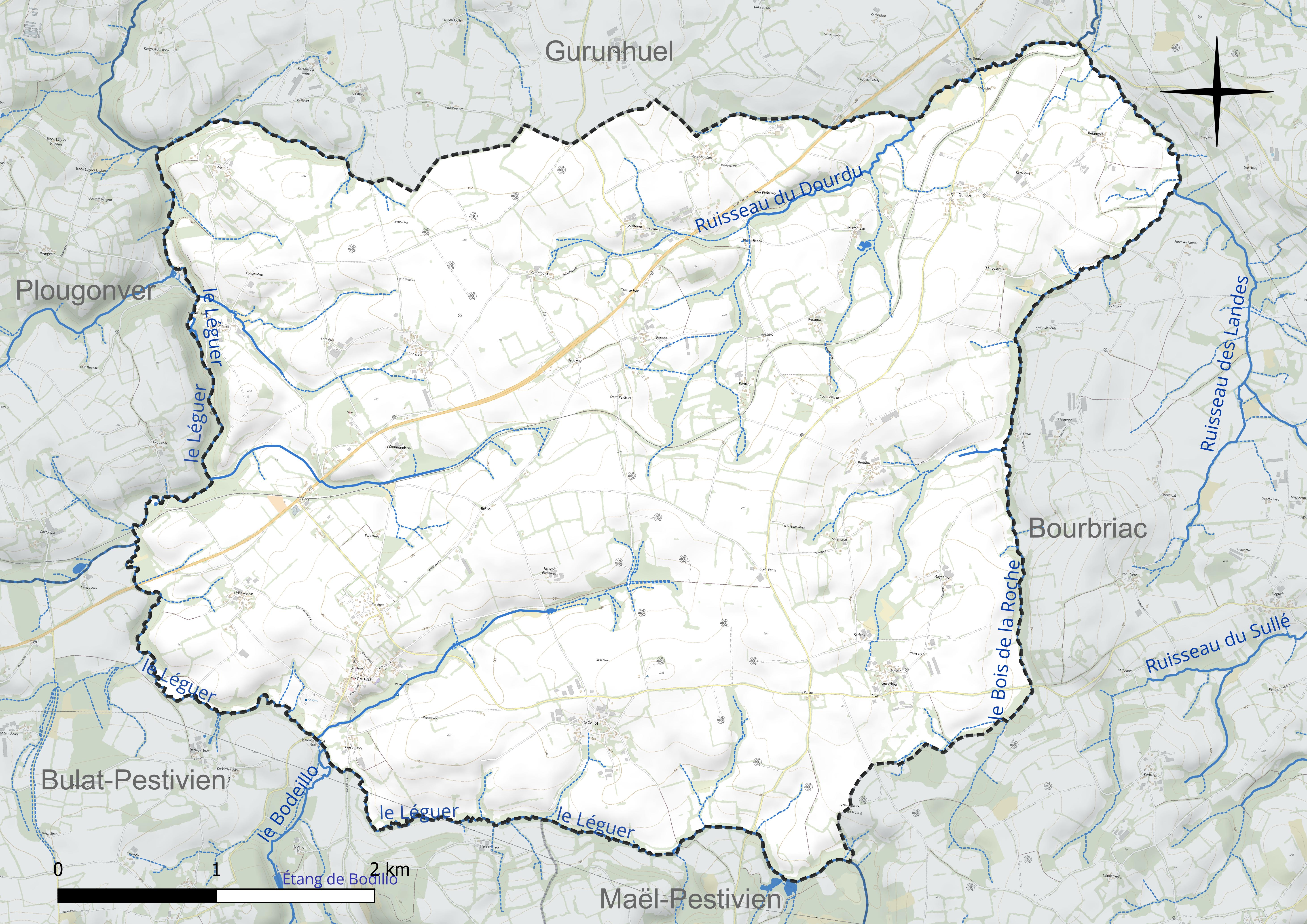
Réseau hydrographique de Pont-Melvez.

Le Bois de la Roche, d'une longueur de 15 km, prend sa source dans la commune  et se jette  dans le Trieux à Ploumagoar, après avoir traversé sept communes. 

### Climat
Pour des articles plus généraux, voir Climat de la Bretagne et Climat des Côtes-d'Armor.
En 2010, le climat de la commune est de type climat océanique franc, selon une étude du CNRS s'appuyant sur une série de données couvrant la période 1971-2000. En 2020, Météo-France publie une typologie des climats de la France métropolitaine dans laquelle la commune est exposée à un climat océanique et est dans la région climatique  Finistère nord, caractérisée par une pluviométrie élevée, des températures douces en hiver (6 °C), fraîches en été et des vents forts. Parallèlement l'observatoire de l'environnement en Bretagne publie en 2020 un zonage climatique de la région Bretagne, s'appuyant sur des données de Météo-France de 2009. La commune est, selon ce zonage, dans la zone « Monts d'Arrée », avec des hivers froids, peu de chaleurs et de fortes pluies.  
Pour la période 1971-2000, la température annuelle moyenne est de 10,7 °C, avec  une amplitude thermique annuelle de 11,9 °C. Le cumul annuel moyen de précipitations est de 1 126 mm, avec 16 jours de précipitations en janvier et 8,5 jours en juillet. Pour la période 1991-2020, la température moyenne annuelle observée sur la station météorologique la plus proche, située sur la commune de Kerpert à 16 km à vol d'oiseau, est de 10,8 °C et le cumul annuel moyen de précipitations est de 1 088,9 mm,. Pour l'avenir, les paramètres climatiques de la commune estimés pour 2050 selon différents scénarios d’émission de gaz à effet de serre sont consultables sur un site dédié publié par Météo-France en novembre 2022.

## Urbanisme

### Typologie
Au 1er janvier 2024, Pont-Melvez est catégorisée commune rurale à habitat très dispersé, selon la nouvelle grille communale de densité à 7 niveaux définie par l'Insee en 2022.
Elle est située hors unité urbaine et hors attraction des villes,.

### Occupation des sols
L'occupation des sols de la commune, telle qu'elle ressort de la base de données européenne d’occupation biophysique des sols Corine Land Cover (CLC), est marquée par l'importance des territoires agricoles (97,2 % en 2018), une proportion sensiblement équivalente à celle de 1990 (97 %). La répartition détaillée en 2018 est la suivante : 
terres arables (65,8 %), zones agricoles hétérogènes (30,3 %), forêts (1,8 %), zones urbanisées (1,1 %), prairies (1,1 %). L'évolution de l’occupation des sols de la commune et de ses infrastructures peut être observée sur les différentes représentations cartographiques du territoire : la carte de Cassini (XVIIIe siècle), la carte d'état-major (1820-1866) et les cartes ou photos aériennes de l'IGN pour la période actuelle (1950 à aujourd'hui).

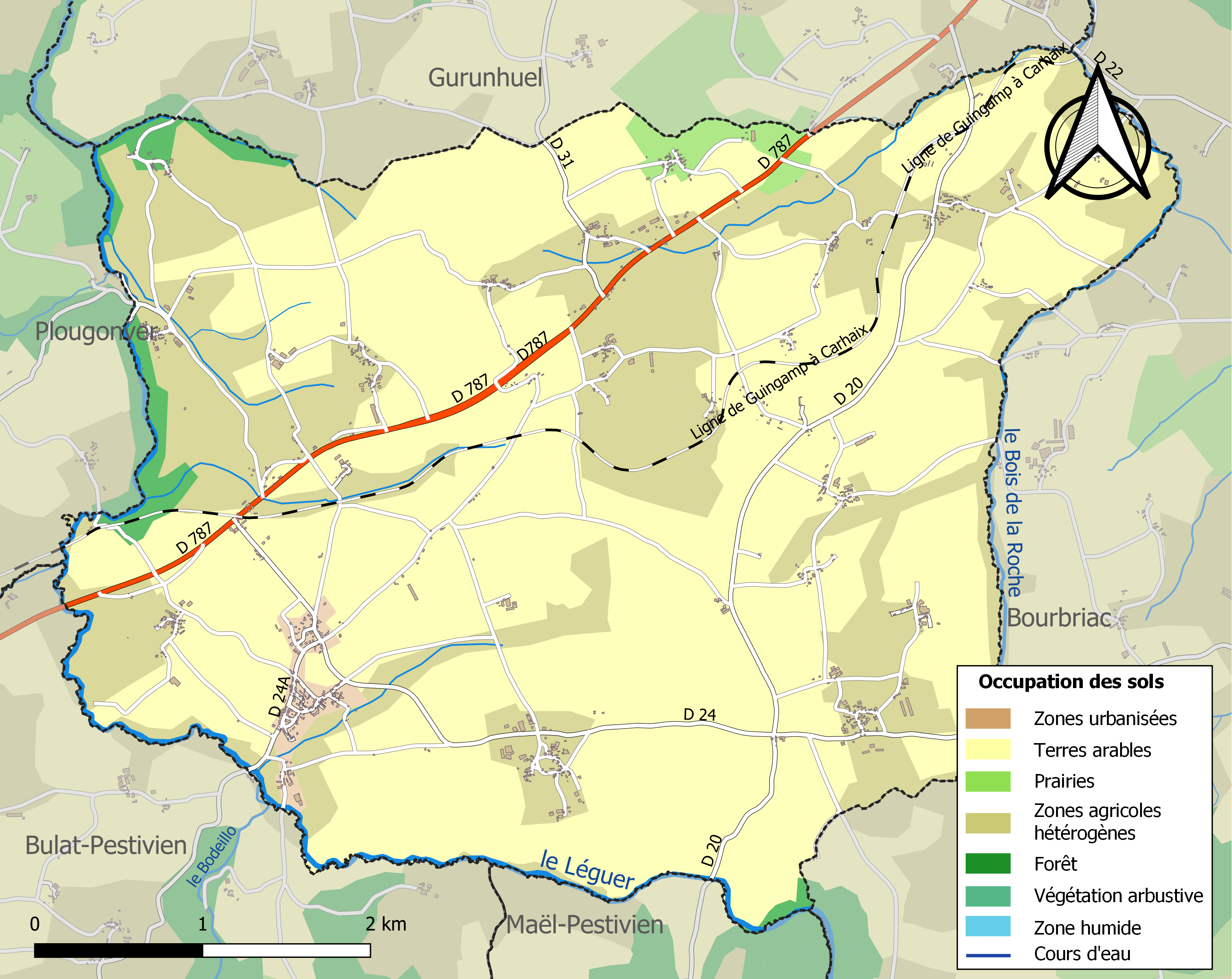
Carte des infrastructures et de l'occupation des sols de la commune en 2018 (CLC).

## Toponymie
Le nom de la localité est attesté sous les formes Penmaelvas en 1182, Pons Melveyus fin du XIVe siècle, Pomelveu en 1420, Pont Melveu en 1427, Pontmelveu et Pontmelve en 1433, Pontmelve  en 1461 et en 1496, Pont Melveu en 1513, Pont Melve en 1581.
Pont-Melve en breton.
Son nom vient du mot Pont (sur le Léguer) et l'anthroponyme Maelvas.
« Le nom de Pont-Melvez, noté Penmaelvas dès 1182 dans une charte énumérant les possessions des Templiers en Bretagne. il présente sans doute, comme nombre d'autres noms de lieux de ce document apocryphe, une transcription fautive. Même si les éléments pen et maelvas ont des correspondants dans le breton penn (tête, bout) et l'anthroponyme Maelvas ».

## Histoire

### Origines
Pont-Melvez est issu d'un démembrement de l'ancienne paroisse de l'Armorique primitive de Bourbriac.

### Les Templiers et les Hospitaliers

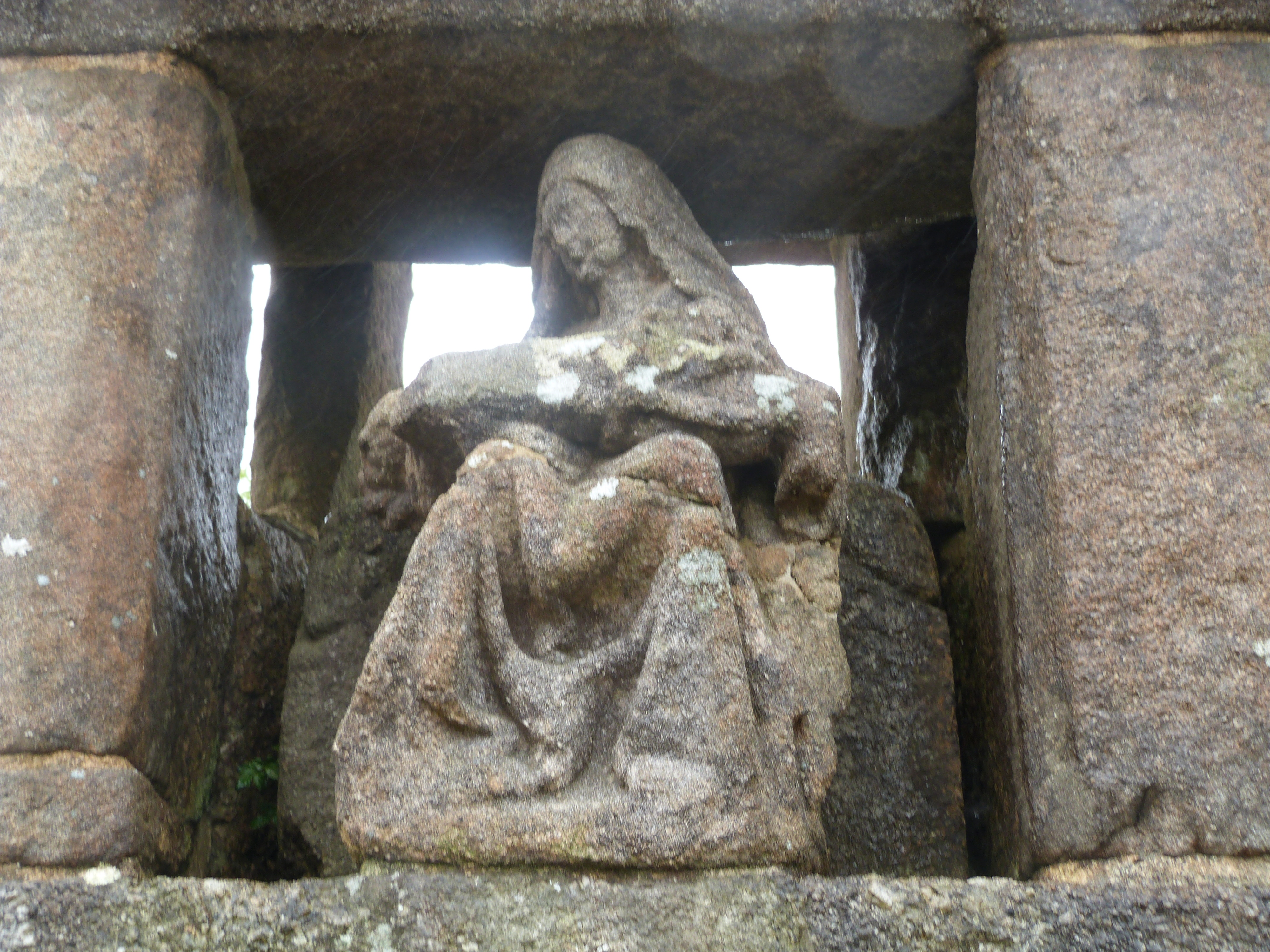
Pietà du calvaire de la Croix rouge.

La paroisse de Pont-Melvez fut, à partir du XIIIe siècle le fief des Templiers (surnommés "moines rouges"), puis des Hospitaliers de l'ordre de Saint-Jean de Jérusalem. La commanderie de Pont-Melvez figure en 1182, sous le nom de Penmaelvas parmi les biens des Chevaliers du Temple. Aucun vestige de leur commanderie ne subsiste (mais un lieu-dit de la commune s'appelle "La Commanderie"), mais on peut encore voir une croix très particulière, dénommée croaz ru ("croix rouge") car on suppose qu'elle était par le passé peinte en rouge en hommage aux Templiers .
Les terres dépendant de la commanderie de Pont-Melvez étant très étendues, plusieurs sièges de juridiction existaient : La Feuillée, Quimper, Le Croisty, Maël et Loc'h, Pont-Melvez, Saint-Jean-du-Temple et Le Palacret. Cette juridiction s'exerça à Guingamp entre 1440 et 1626, puis au Palacret. À partir de 1690, un arrêt du Parlement de Bretagne la situe alternativement (une quinzaine sur deux) au Palacret et à Pont-Melvez.
La région de Pont-Melvez est réputée posséder un nombre élevé de roux et rousses. La légende dit qu'il s'agirait de descendants des Templiers qui étaient les seigneurs du village et disposaient à ce titre du droit de cuissage. Bien entendu, la véracité de cette hypothèse est douteuse.
L'église paroissiale, édifiée au XVIe siècle par les Hospitaliers, est consacrée à saint Jean-Baptiste. Mais on trouve aussi dans le cimetière une statue du XIVe siècle de saint Jean l'Évangéliste.
La cure de Pont-Melvez était soumise à la présentation du commandeur du Palacret habitant à La Feuillée, le choix du curé devant être approuvé par l'évêque de Tréguier; le recteur était généralement choisi parmi les prêtres originaires de Pont-Melvez.
Jean-Baptiste Ogée décrit ainsi Pont-Melvez en 1778 : 

« Pommelvez ; à 8 lieues au sud de Tréguier, son évêché ; à 22 lieues de Rennes, et à 3 lieues ½ de Guingamp, sa subdélégation. Cette paroisse ressortit à Lannion et compte 900 communiants La cure est présentée par le commandeur du Paraclet, ordre de Saint-Jean de Jérusalem, seigneur de l'endroit, où il possède la commanderie de La Feuillée, avec haute justice, qui s'exerce à Callac. Ce territoire offre à la vue des terres bien cultivées, des prairies et des landes. Le château de Coatcoureden, haute justice. »

### Révolution française
Le cahier de doléances de la paroisse de Pont-Melvez a été conservé ; il contient notamment des plaintes des paroissiens à propos des quévaises, qui parlent même de « lois barbares » : « Nous sommes seuls sous l'usement fatal de quevaise, sous lequel nous gémissons depuis plusieurs années sans jamais avoir pus nous affranchir et nous rendre libres sous l'usement commun de cette province (...) Le seigneur se porte même héritier par ledit droit de réversion aux Quevaisiers qui meurent sans hoirs de corps [héritiers] » écrivent-ils demandant aux députés de  « vouloir bien (...) obtenir la suppression entière de notre usement si odieux de quévaise ». Pont-Melvez comptait alors 108 tenues (quevaises) réparties dans ses 23 villages.
Charles-Julien Le Bivic était recteur de Pont-Melvez depuis 1783 lorsque survint la Révolution française ; il refusa d'abord de prêter serment à la Constitution civile du clergé avant de se raviser et de le faire le 6 mars 1791, de même que son vicaire, François Mahé. Il fut fusillé par des Chouans le 2 ventôse an IV (21 février 1796) près de la croix dite Craos Bodic, située entre le Gollot et le bourg. Selon les auteurs du livre "Le diocèse de Saint-Brieuc pendant la période révolutionnaire : notes et documents", « la paroisse de Pont-Melvez se signala entre toutes les autres par son acharnement à poursuivre et à persécuter le clergé ».

### LeXIXesiècle
A. Marteville et P. Varin, continuateurs d'Ogée, décrivent ainsi Pont-Melvez en 1845 : « Pont-Melvez : commune formée par l'ancienne paroisse de ce nom; aujourd'hui succursale. Géologia : constitution granitique. On parle le breton ».

### LeXXesiècle

#### La Belle Époque
L'inventaire des biens d'église en 1906 donna lieu à quelques tensions à Pont-Melvez en mars 1906.

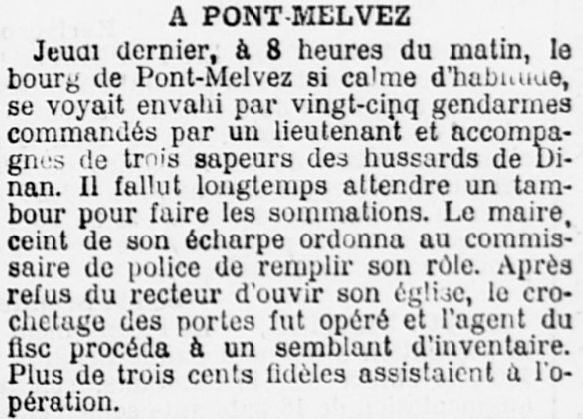
L'inventaire des biens d'église à Pont-Melvez en 1906 (journal L'Ouest-Éclair du 18 mars 1906).
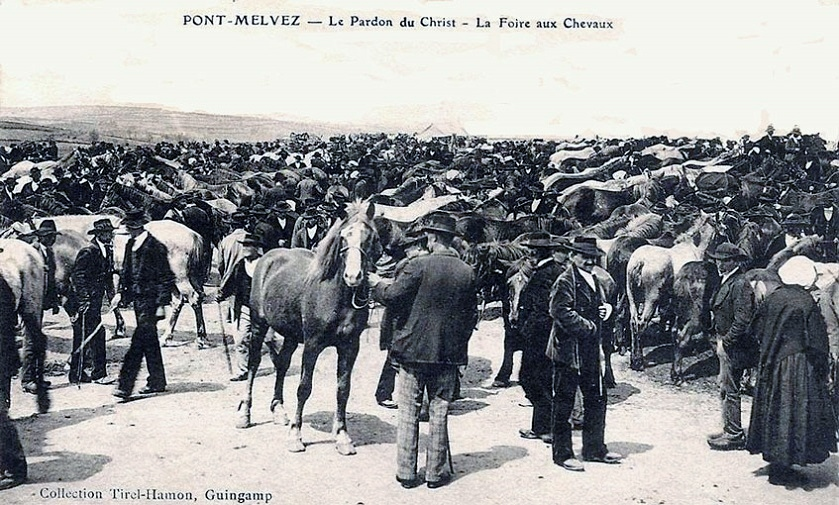
Pont-Melvez : la foire aux chevaux lors du pardon du Christ (vers 1910, carte postale Tirel-Hamon).

#### La Première Guerre mondiale

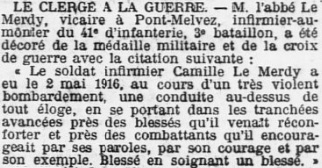
Article du journal L'Ouest-Éclair du 3 juin 1916 relatant l'attitude courageuse de l'abbé Le Merdy, vicaire à Pont-Melvez, soldat-infirmier pendant la Première Guerre mondiale, décoré de la Médaille militaire et de la Croix de guerre.

Le monument aux morts de Pont-Melvez porte les noms de 99 soldats morts pour la France pendant la Première Guerre mondiale ; parmi eux 10 sont morts en Belgique) dont quatre (Guillaume Morvan à Maissin ; Eugène Grimault à Ham-sur-Sambre ; François Govet, Adolphe Jegou et Joseph Magoarou à Langemark) dès 1914 et cinq en 1915 (Julien Auffret et Yves Bourges à Ypres ; Yves Le Meur et Joseph Thomas à Het-Sas (près d'Ypres) ; François Cadiou à Beveren) ; trois (Jean Connan, François Guillou et Yves Hamon) alors qu'ils étaient en captivité en Allemagne ; la plupart des autres sont décédés sur le sol français.

#### L'Entre-deux-guerres

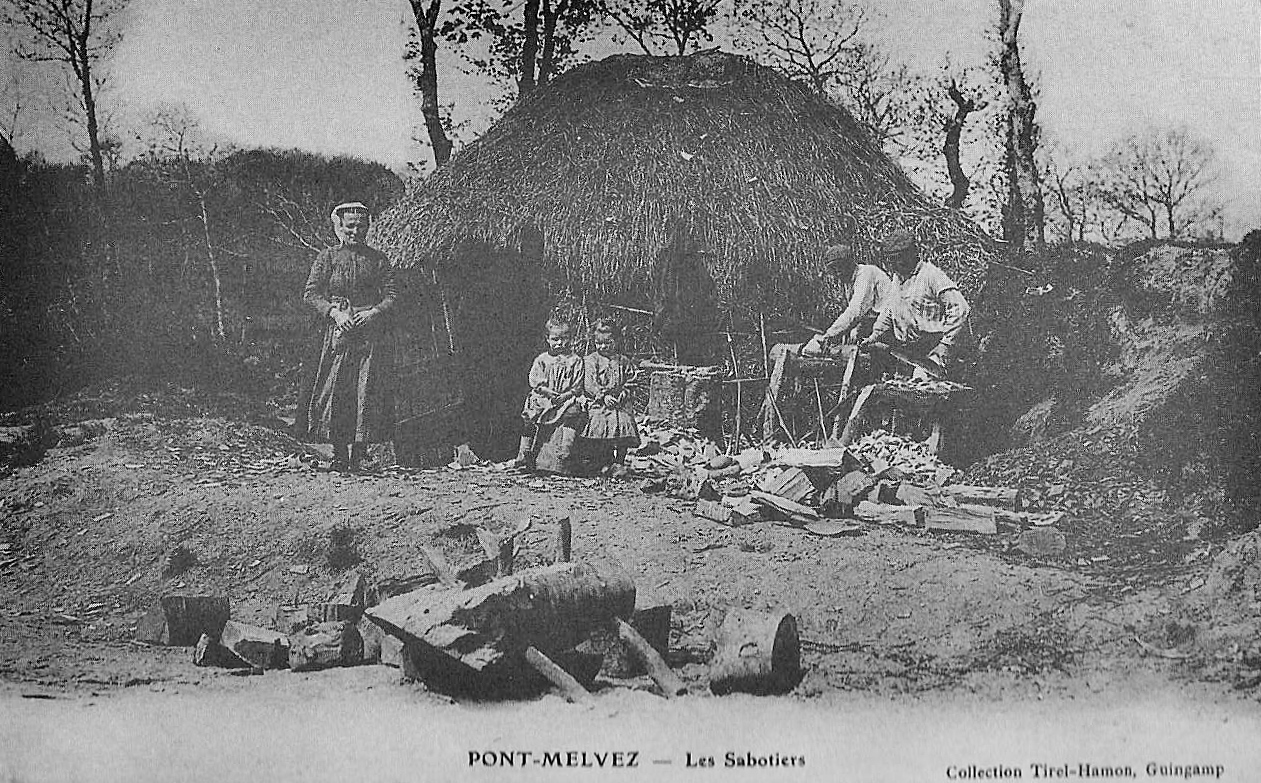
Hutte de sabotiers à Pont-Melvez vers 1920 (carte postale Tirel-Hamon).
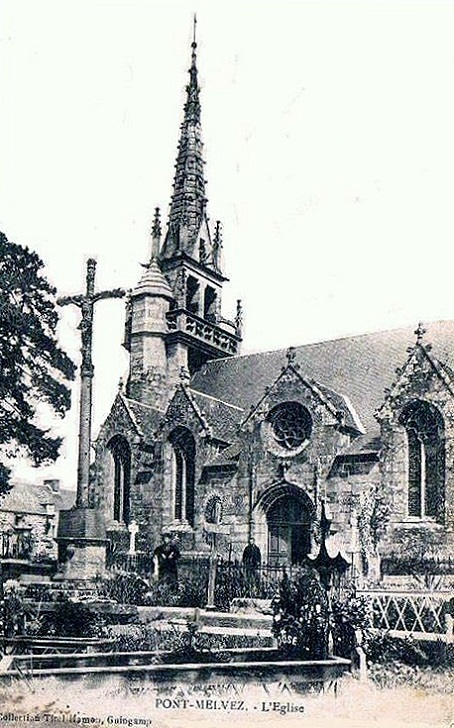
Pont-Melvez : l'église saint-Jean-Baptiste et son calvaire vers 1930 (carte postale Tirel-Hamon).

#### La Seconde Guerre mondiale
Le monument aux morts de Pont-Melvez porte les noms de 11 personnes mortes pour la France pendant la Seconde Guerre mondiale ; parmi elles, Joseph Connan, soldat au 2e régiment de dragons portés, tué le 10 mai 1940 à Tétange (Luxembourg) ; Pierre Ropars, soldat au 224e régiment d'infanterie, est mort des suites de ses blessures le 4 juin 1940 au sanatorium (transformé en hôpital) de Zuydcoote (Nord) ; Jean Loussouarn, résistant FTPF, membre du maquis de Goas-Hamon (en Senven-Léhart), a été fusillé par les Allemands le 16 juin 1944 à Servel ; Jean-Baptiste Connan, soldat au 2e régiment d'infanterie, est mort en captivité en Allemagne le 27 février 1945.

#### L'après Seconde Guerre mondiale
Deux soldats originaires de Pont-Melvez (Yves Henry, le 17 septembre 1958 et Yves Vincent, le 23 août 1961) sont morts pour la France pendant la guerre d'Algérie.

## Politique et administration
| Période                                  | Période                   | Identité                    | Étiquette     | Qualité                                                        |
| ---------------------------------------- | ------------------------- | --------------------------- | ------------- | -------------------------------------------------------------- |
| Les données manquantes sont à compléter. |                           |                             |               |                                                                |
| avant 1851                               | après 1851                | Jean-François Salaün        |               | Laboureur, propriétaire                                        |
| Les données manquantes sont à compléter. |                           |                             |               |                                                                |
|                                          |                           | René Simon                  |               | Conseiller d'arrondissement                                    |
| Les données manquantes sont à compléter. |                           |                             |               |                                                                |
| avant 1947                               | mai 1953                  | Louis Le Moigne             |               |                                                                |
| mai 1953                                 | mars 1959                 | Jean Merrien                | Droite        |                                                                |
| mars 1959                                | mars 1977                 | Arthur Bourgès              | SFIO puis PSU | Instituteur puis directeur d'école, syndicaliste               |
| mars 1977                                | février 1984 (décès)      | Arthur Le Verge (1909-1984) | PCF           | Entrepreneur de travaux publics                                |
| 1984                                     | mars 2001                 | Aimé Hervé (1923-2012)      | PCF (app.)    | Exploitant agricole, ancien adjoint au maire                   |
| mars 2001                                | mars 2014                 | Gérard Le Vincent           | PS (app.)     | Électricien                                                    |
| mars 2014                                | En cours (au 27 mai 2020) | Marie-Thérèse Scolan        | SE            | 4e vice-présidente de la CC du Pays de Bourbriac (2014 → 2016) |

## Démographie
L'évolution du nombre d'habitants est connue à travers les recensements de la population effectués dans la commune depuis 1793. Pour les communes de moins de 10 000 habitants, une enquête de recensement portant sur toute la population est réalisée tous les cinq ans, les populations de référence des années intermédiaires étant quant à elles estimées par interpolation ou extrapolation. Pour la commune, le premier recensement exhaustif entrant dans le cadre du nouveau dispositif a été réalisé en 2005.

En 2022, la commune comptait 600 habitants, en évolution de −1,48 % par rapport à 2016 (Côtes-d'Armor : +1,78 %, France hors Mayotte : +2,11 %).
| 1793 | 1800  | 1806  | 1821  | 1831  | 1836  | 1841  | 1846  | 1851  |
| ---- | ----- | ----- | ----- | ----- | ----- | ----- | ----- | ----- |
| 982  | 1 121 | 1 088 | 1 132 | 1 279 | 1 324 | 1 416 | 1 439 | 1 523 |

| 1856  | 1861  | 1866  | 1872  | 1876  | 1881  | 1886  | 1891  | 1896  |
| ----- | ----- | ----- | ----- | ----- | ----- | ----- | ----- | ----- |
| 1 488 | 1 503 | 1 509 | 1 577 | 1 701 | 1 729 | 1 788 | 1 721 | 1 749 |

| 1901  | 1906  | 1911  | 1921  | 1926  | 1931  | 1936  | 1946  | 1954  |
| ----- | ----- | ----- | ----- | ----- | ----- | ----- | ----- | ----- |
| 1 766 | 1 808 | 1 798 | 1 686 | 1 643 | 1 571 | 1 468 | 1 275 | 1 139 |

| 1962  | 1968 | 1975 | 1982 | 1990 | 1999 | 2005 | 2006 | 2010 |
| ----- | ---- | ---- | ---- | ---- | ---- | ---- | ---- | ---- |
| 1 084 | 948  | 754  | 666  | 636  | 631  | 653  | 655  | 673  |

| 2015 | 2020 | 2022 | - | - | - | - | - | - |
| ---- | ---- | ---- | - | - | - | - | - | - |
| 616  | 615  | 600  | - | - | - | - | - | - |

## Lieux et monuments

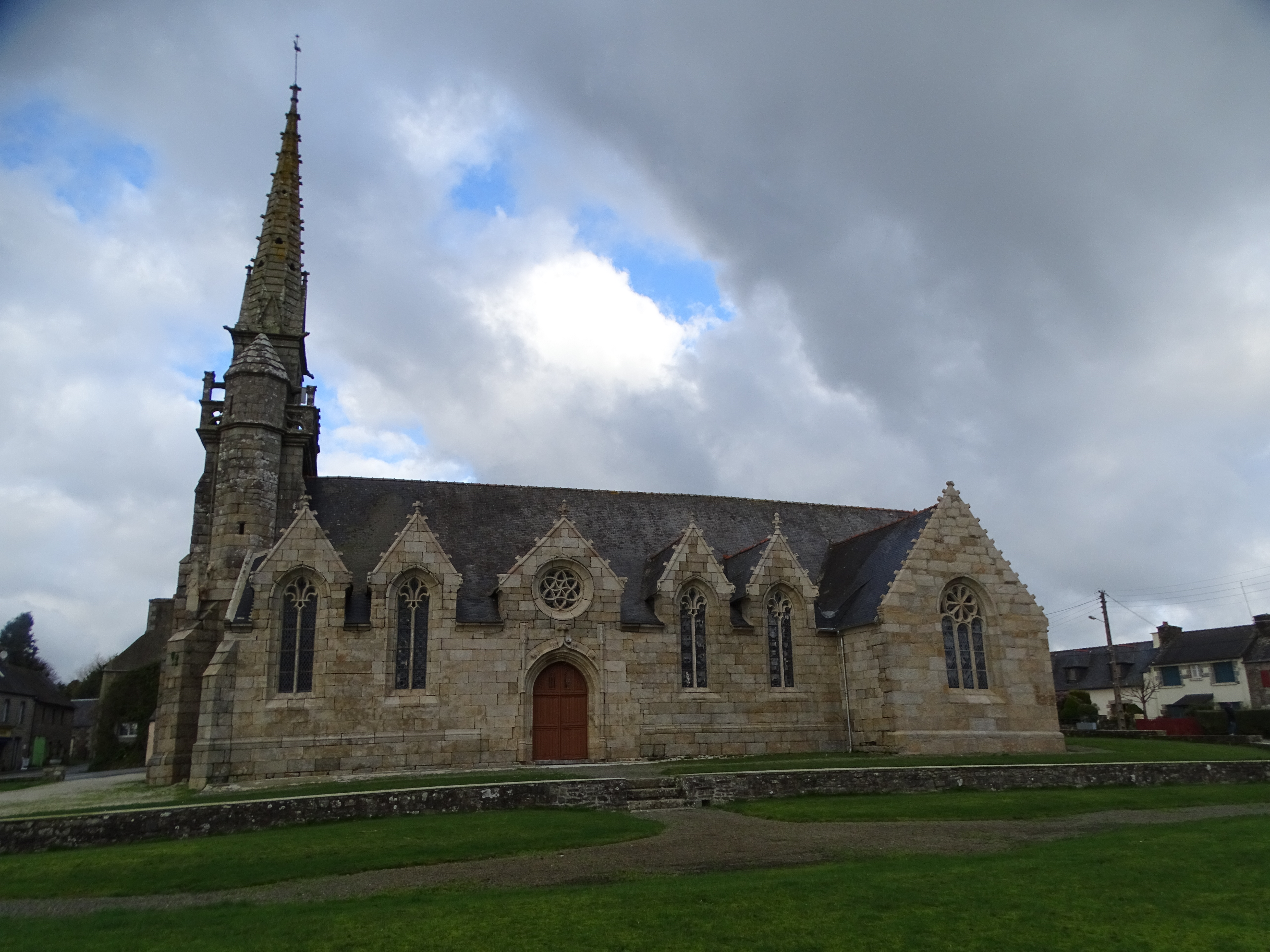
L'église Saint-Jean-Baptiste.

- Église Saint-Jean-Baptiste : elle date du XVIe siècle mais a été restaurée entre 1649 et 1666, puis agrandie en 1851 ; la partie supérieure du clocher a été reconstruite en 1893[37].
- Chapelle due Christ, édifiée à l'emplacement d'une chapelle antérieure fondée par les Templiers ;  ruinée au XIVe siècle, restaurée au XVe siècle ; son pardon se déroule le jour de l'Ascension[38].
- Calvaire de la Croix-Rouge[39].

## Personnalités liées à la commune
- Famille Desjars. Seigneuries de Keranrouë de La Villeneuve, de Goascaër et de Penanpont dans la paroisse de Pont-Melvez.